# Пыльдре, Мати
Ма́ти-Ю́ри Пы́льдре (эст. Mati-Jüri Põldre; 23 октября 1936, Таллин — 7 февраля 2023) — советский и эстонский кинорежиссёр и оператор. Заслуженный деятель культуры Эстонской ССР (1974).

## Биография
В 1959—1996 годы работал на Эстонском телевидении. В общей сложности снял около 70 фильмов. Член КПСС с 1979 года.

## Фильмография

### Режиссёр
- 1966 — Бег времени (музыкальный фильм Эстонского телевидения, совместно с Л. Левальдом)[3].
- 1968 — «Наш Артур» (документальный фильм о певце Артуре Ринне; совместно с Григорием Кромановым).
- 1973 — «Эстонские календарные песни» (музыкальный фильм Эстонского телевидения)[3].
- 1974 — «Кола Брюньон»  (музыкальный фильм Эстонского телевидения, второй режиссёр — И. Ляэн)[3].
- 1976 — «Рыцарь музыки» (документальный фильм о Георге Отсе).
- 1982 — «Карл Роберт Якобсон» (Документальный фильм о Карле Роберте Якобсоне).
- «Весна в сердце» (Детский музыкальный художественный фильм; 1984).
- «Город в кольце. Таллин — Вяйке-Ыйсмяэ» (Документальный фильм о микрорайоне Вяйке-Ыйсмяэ; 1986).
- «Эти старые любовные письма» (Художественный фильм о композиторе Раймонде Валгре; 2 серии; 1992).

### Сценарист
- «Отзвуки прошлого» (советский фильм 1970 года снимавшийся в Риге киностудией «Арменфильм»).
- «Георг» (эстонско-российский художественный фильм режиссёра Пеэтера Симма о жизни Георга Отса; 2007).

## Источник
- Биография М. Пыльдре (недоступная ссылка) на сайте издательства TEA